# Eilean Kearstay
Eilean Kearstay, schottisch-gälisch Eilean Chearstaidh, ist eine schottische Insel der Äußeren Hebriden. Sie liegt in der gleichnamigen Council Area und war historisch Teil der traditionellen Grafschaft Ross-shire beziehungsweise der Verwaltungsgrafschaft Ross and Cromarty.

## Geographie
Eilean Kearstay liegt in der Bucht Loch Roag vor der Westküste der Insel Lewis. Nahe dem Kopf der Bucht an der Einfahrt in die Nebenbucht Loch Kinhoulavig gelegen, ist Eilean Kearstay nur durch 150 Meter beziehungsweise 350 Meter weite Wasserstraßen im Osten beziehungsweise Südwesten von der Küste Lewis’ getrennt. Zu den umgebenden Inseln Great Bernera im Westen und Keava im Norden betragen die Abstände mindestens 250 Meter beziehungsweise 500 Meter. Auf Lewis liegt die Ortschaft Callanish in 1,5 Kilometer Entfernung.
Die Insel weist eine maximale Länge von 1,5 Kilometern bei einer Breite von 690 Metern auf. Hieraus ergibt sich eine Fläche von 77 Hektar. Ihre höchste Erhebung ragt 37 Meter über den Meeresspiegel auf.

## Geschichte
Am höchsten Punkt der Insel befindet sich ein Cairn. Im Jahre 1990 veräußerte der Laird von Great Bernera die Insel an zwei Australier. Bereits drei Jahre später wurde sie abermals verkauft.